# 균형추

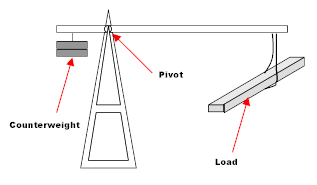
단순 기중기

균형추(均衡錘), 평형추(平衡錘), 카운터웨이트(counterweight)는 반대 힘을 가하여 기계 시스템의 균형과 안정성을 제공하는 무게추이다. 평형추의 목적은 화물을 더 빠르고 효율적으로 들어올려 에너지를 절약하고 리프팅 기계의 마모를 줄이는 것이다.
균형추는 트랙션 리프트(엘리베이터), 기중기 및 유원지 놀이기구에 자주 사용된다. 이러한 응용 분야에서 예상 하중에 하중이 중앙 지지대에서 떨어져 있는 거리("티핑 포인트"라고 함)를 곱한 값은 균형추의 질량과 티핑 포인트로부터의 거리를 곱한 값과 같아야 한다. 이 거리와 질량을 하중 모멘트라고 한다.
더 나아가 평형추 힘은 동일한 무게, 힘 또는 영향력을 가진 두 물체가 서로 반대 방향으로 작용할 때처럼 다른 힘의 균형을 맞추거나 상쇄한다.